# 城巴30X線
城巴30X線是香港島一條路線，來往數碼港及金鐘（東），途經瑪麗醫院、香港大學、林士街天橋及中環。
30X線於2008年3月17日開辦，取代當天起取消的M49及M49P線，定線與已取消的新巴X49線極為相似，但票價卻訂得較高（現時收費為$8.7）。

## 簡介及歷史
來往數碼港與中環（香港站）的M49線原本是希望藉著數碼港發展迅速，及貝沙灣陸續入伙來提升客量，惟由於貝沙灣管理公司向該苑居民提供前往上環的免費居民巴士服務（後改為居民巴士HR82線，往來貝沙灣南灣至上環（信德中心），現時由冠忠巴士營辦），導致M49線於非繁忙時間的客量一直偏低。
有見及此，運輸署及新巴於2007年9月提出將M49系列路線改組成30X線（即本路線），並同時加強4號線的班次至12分鐘一班，以及增設只於早上繁忙時間服務的特快路線4P，替代M49線於華富一帶的服務，但建議當時遭受區議會及居民的反對而擱置。2008年初，運輸署修改原有建議，將建議新增的4P線改為星期一至六早上至傍晚服務的4X線，及延長本路線的服務時間。修訂建議於2008年2月得到南區區議會屬下交通及運輸事務委員會通過，本線並於2008年3月17日起投入服務。
本線開辦前已受到貝沙灣居民及有關人士反對，因為本線只在06:40-20:20提供服務；交易廣場開出前往數碼港尾班車為21:00，以後的時間來往該區的乘客被逼改乘的士、專線小巴或其他巴士路線。
本線是香港少數不停沿途各站的特快巴士線之一。開辦初期，該線在南區只停數碼港、瑪麗醫院及香港大學三個站，因此收費較之前的M49線高。然而，開辦後不足一星期，新巴便將該線加停多個巴士站，但車費則維持不變，因而被批評為變相加價。新巴因此於不足一星期內取消部份新加的巴士站，直至2009年11月2日來回程恢復停靠域多利道近華翠街的巴士站，以方便華富北居民。本線於開辦短短兩星期內已改動兩次，成為香港巴士路線的一個紀錄。
2013年1月14日：往數碼港方向增設李陞小學、蒲飛路及薄扶林水塘道分站。
新創建於2014年3月向富豪車廠訂購51輛B9TL低地台雙層空調巴士，由馬來西亞吉隆坡Masdef裝嵌廠負責裝配Wright Eclipse Gemini第二代車身。該批訂單其中20輛11.3米長的巴士為新巴訂單，連同城巴30輛11.3米巴士的訂單，屬全球首批11.3米版本的B9TL，亦是繼2002年新巴購入最後一批14輛富豪超級奧林比安12米巴士（5090-5103），相隔12年後再次向富豪購買新車。首輛同款巴士於2015年1月運抵本港，編號為4501，於2015年5月22日獲運輸署批准出牌，車牌為TK3778，並於同年6月4日首航本路線，該款巴士並成為本路線常用車款，成為首條採用該款車款的專營巴士路線。
2017年12月15日：增設實時抵站時間查詢服務。
2019年3月18日：來回加停薄扶林道「心光學校」站。
2022年8月28日：改以雙向運作，以金鐘（東）為總站；同時全程收費上調至$8.2，並增設數碼港往中環之短途分段收費，由數碼港尾班車延至20:55開出。

## 服務時間及班次
常規班次
| 數碼港開         | 數碼港開    | 數碼港開     | 金鐘（東）開     | 金鐘（東）開 | 金鐘（東）開 |
| 日期             | 服務時間    | 班次（分鐘） | 服務日期         | 服務時間     | 班次（分鐘） |
| ---------------- | ----------- | ------------ | ---------------- | ------------ | ------------ |
| 星期一至六       | 06:40-07:10 | 15           | 星期一至六       | 07:10-07:40  | 15           |
| 星期一至六       | 07:10-19:30 | 20           | 星期一至六       | 07:40-19:40  | 20           |
| 星期一至六       | 19:30-20:20 | 25           | 星期一至六       | 19:40-20:55  | 25           |
| 星期日及公眾假期 | 07:00-07:30 | 15           | 星期日及公眾假期 | 07:30-08:00  | 15           |
| 星期日及公眾假期 | 07:30-19:30 | 20           | 星期日及公眾假期 | 08:00-19:40  | 20           |
| 星期日及公眾假期 | 19:30-20:20 | 25           | 星期日及公眾假期 | 19:40-20:55  | 25           |

特別班次
- 中環（交易廣場）開
  - 星期一至五：08:15、08:35、08:55

星期六、日及公眾假期不設服務

## 收費
全程：$8.7 （常規班次）／$8.1 （特別班次）
- 數碼港往中環（交易廣場）或之前：$8.1
- 瑪麗醫院往金鐘（東）／數碼港：$6.4
- 砵典乍街往數碼港：$8.1 （只適用於常規班次）
- 華翠街往數碼港：$4.0

| - 本線設有12歲以下小童及65歲或以上長者半價優惠。 - 65歲或以上香港居民使用「樂悠咭」，以及12歲以下合資格殘疾兒童使用「殘疾人士身份」個人八達通繳付車資，均可享有每程$2.0或半價（以較低者為準）的票價優惠；12至64歲合資格殘疾人士使用「殘疾人士身份」個人八達通（包括「樂悠咭」），以及60至64歲香港居民使用「樂悠咭」繳付車資，均可享有每程$2.0或全費（以較低者為準）的票價優惠。 - 65歲或以上長者如使用長者或一般個人八達通繳付車資，則只可享有半價優惠；12至64歲合資格殘疾人士如不使用「殘疾人士身份」個人八達通，以及60至64歲人士如不使用「樂悠咭」繳付車資，必須繳付全費。 - 乘客可以現金或八達通於上車時付款，不設找續。 - 每位成人乘客可免費攜帶最多兩名4歲以下而不佔座位的兒童乘客乘車，超額之4歲以下小童必須繳付小童車費乘車。 - 九龍巴士、城巴及龍運巴士全職員工及家屬（不包括外判職員）可免費乘搭本路線，惟必須拍職員或職員家屬八達通。 - 乘客亦可使用AlipayHK「易乘碼」、支付寶、WeChatHK／微信支付「搭車碼」、銀聯雲閃付「乘車碼」及BOC Pay「乘車碼」、具有感應式支付功能的VISA、Mastercard及銀聯卡，以及Apple Pay、Google Pay及Samsung Pay流動支付平台繳付車資。使用此支付方式的乘客可享有中途下車之分段收費，以及與其他城巴獨營路線或聯營線城巴班次之轉乘優惠，惟不適用於與非城巴路線之轉乘優惠。乘客亦不能享有「公共交通費用補貼計劃」及「長者及合資格殘疾人士公共交通票價優惠計劃」。 - 帶粗體字者為雙向分段收費，乘客必須使用八達通或指定交通二維碼繳費，並於下車前再次確認八達通或掃瞄二維碼，方可享有分段收費優惠。 |

### 八達通轉乘優惠
乘客登上本線後指定時間內以同一張八達通卡轉乘以下路線，或從以下路線登車後指定時間內以同一張八達通卡轉乘本線，次程可獲車資折扣優惠：
30X←→4(X)、40，次程車資全免，須於瑪麗醫院轉乘，轉乘時限為90分鐘
- 30X往金鐘 → 4(X)往中環或40往會展站
- 4(X)或40往華富 → 30X往數碼港

30X←→18/18P、23、720/720P、722，次程可獲$1折扣優惠，轉乘時限為90分鐘
- 30X往金鐘 → 18任何方向、18P往北角、23往北角碼頭、720往嘉亨灣、720P往太古城或722往耀東邨
- 18任何方向、18P往堅尼地城、23往蒲飛路、720(P)或722往中環 → 30X往數碼港

30X←→A10，須於瑪麗醫院轉乘
- 30X往金鐘 → A10往機場，回贈首程車資，轉乘時限為90分鐘
- A10往鴨脷洲 → 30X往數碼港，次程車資全免，轉乘時限為120分鐘

30X←→九巴603，次程可獲$1.5折扣優惠，轉乘時限為90分鐘
- 30X往金鐘 → 603往平田
- 603(S)往中環 → 30X往數碼港

## 行車路線
數碼港開經：資訊道、數碼港道、域多利道、薄扶林道、山道天橋、干諾道西天橋、林士街天橋、民寶街、民耀街、港景街、中環（交易廣場）巴士總站、干諾道中、夏慤道、紅棉路支路、金鐘道、添馬街及德立街。
金鐘（東）開經：樂禮街、金鐘道、軍器廠街、夏慤道、干諾道中、林士街天橋、干諾道西、西邊街、薄扶林道、域多利道、數碼港道及資訊道。
- 由中環（交易廣場）開出的特別班次不經斜體字之路段。

### 沿線車站
| 數碼港開 | 數碼港開           | 數碼港開                 | 金鐘（東）開 | 金鐘（東）開       | 金鐘（東）開             |
| 序號     | 車站名稱           | 位置                     | 序號         | 車站名稱           | 位置                     |
| -------- | ------------------ | ------------------------ | ------------ | ------------------ | ------------------------ |
| 1        | 數碼港             | 數碼港公共運輸交匯處     | 1*           | 金鐘站             | 金鐘（東）巴士總站       |
| 2        | 數碼港三座         | 數碼港道                 | 2*           | 皇后像廣場         | 干諾道中                 |
| 3        | 貝沙灣             | 數碼港道                 | #            | 中環（交易廣場）   | 中環（交易廣場）巴士總站 |
| 4        | 貝沙灣南灣         | 數碼港道                 | 3            | 砵典乍街           | 干諾道中                 |
| 5        | 華康街             | 域多利道                 | 4            | 李陞小學           | 薄扶林道                 |
| 6        | 余振強紀念第二中學 | 薄扶林道                 | 5            | 香港大學西閘       | 薄扶林道                 |
| 7        | 薄扶林村           | 薄扶林道                 | 6            | 蒲飛路             | 薄扶林道                 |
| 8        | 心光學校           | 薄扶林道                 | 7            | 瑪麗醫院           | 薄扶林道                 |
| 9        | 瑪麗醫院           | 薄扶林道                 | 8            | 心光學校           | 薄扶林道                 |
| 10       | 香港大學百週年校園 | 薄扶林道                 | 9            | 薄扶林水塘道       | 薄扶林道                 |
| 11       | 國際金融中心二期   | 民耀街                   | 10           | 薄扶林村           | 薄扶林道                 |
| 12       | 中環（交易廣場）   | 中環（交易廣場）巴士總站 | 11           | 余振強紀念第二中學 | 薄扶林道                 |
| 13       | 大會堂             | 干諾道中                 | 12           | 華翠街             | 域多利道                 |
| 14       | 金鐘站             | 金鐘（東）巴士總站       | 13           | 貝沙灣南灣         | 數碼港道                 |
|          |                    |                          | 14           | 貝沙灣             | 數碼港道                 |
| 15       | 數碼港             | 數碼港公共運輸交匯處     |              |                    |                          |

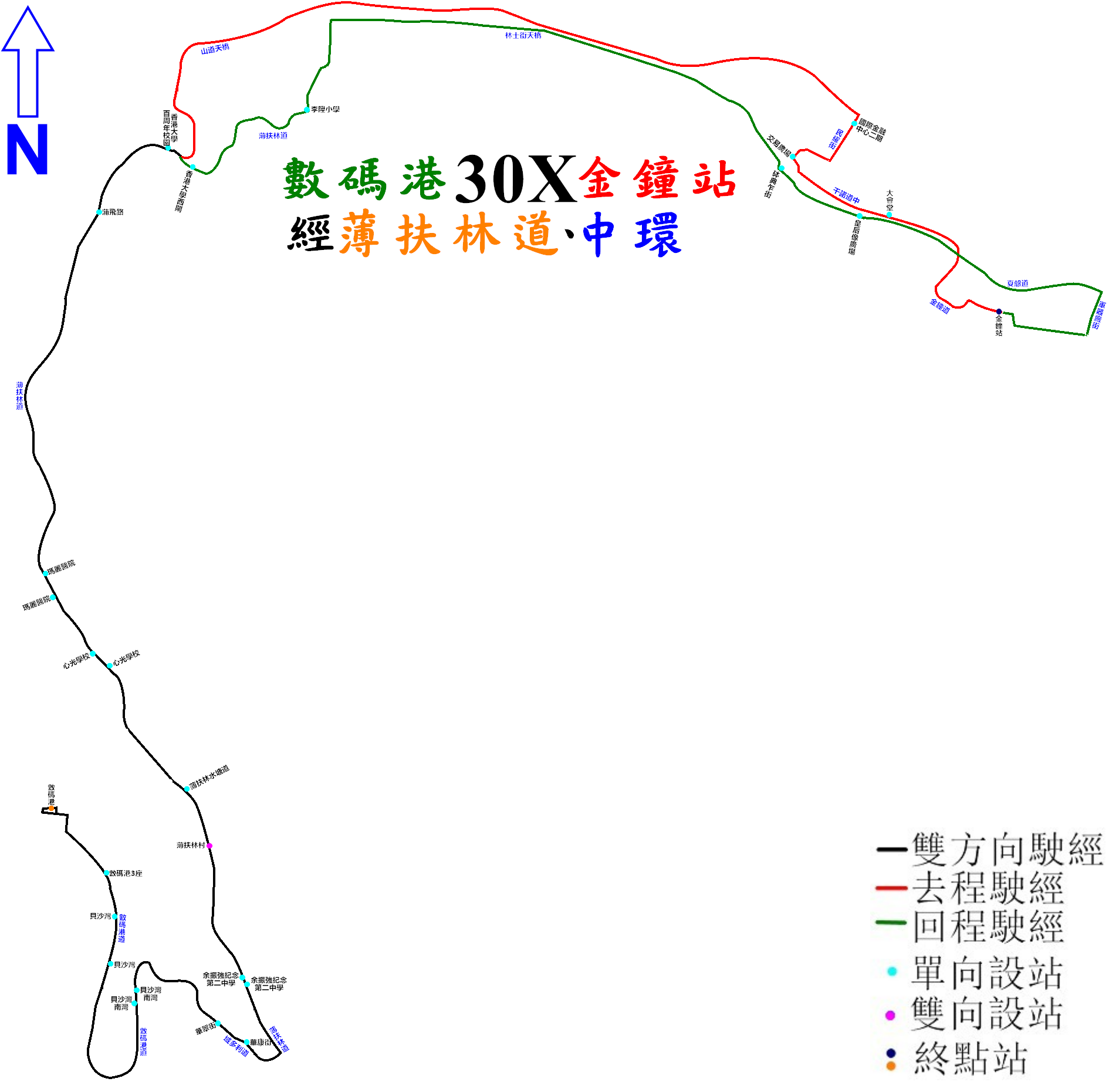
本線的走線圖

註：有 # 號之車站為特別班次之起點站，同時不停有 * 號之車站。

## 連結
- 城巴/新巴網站－30X線資料 （页面存档备份，存于）
- 681巴士總站 （页面存档备份，存于）